# Христо Поптрендафилов
Христо Поптрендафилов (изписване до 1945 година: Христо попъ Трендафиловъ) е български църковен деец, свещеноиконом, възрожденец.

## Биография
Христо Поптрендафилов е роден в град Петрич, който тогава е в Османската империя в семейството на поп Трендафил, член на Петричката българска община. Също става свещеник и е виден петрички общественик, който ръководи борбата за самостоятелна българска църква. Около 1870 година се отказва от Цариградската патриаршия. В 1892 година е избран за председател на Петричката българска община. Членува в местния кундуро-папукчийския еснаф.
Баща е на просветния и църковен деец Тодор Попхристов.